# Salto de Pirapora (kommun)
Salto de Pirapora är en kommun i Brasilien.   Den ligger i delstaten São Paulo, i den sydöstra delen av landet, 900 km söder om huvudstaden Brasília. Antalet invånare är 40 141.
Följande samhällen finns i Salto de Pirapora:
- Salto de Pirapora

Omgivningarna runt Salto de Pirapora är en mosaik av jordbruksmark och naturlig växtlighet. Runt Salto de Pirapora är det ganska tätbefolkat, med 72 invånare per kvadratkilometer.